# 2023 dans la fonction publique
Cet article présente les faits marquants de l'année 2023 dans la fonction publique.

## Décès

### Janvier
- 10 janvier : François Roussely, Haut fonctionnaire et magistrat français.
- 21 janvier : Gabriel Dodo Ndoke, Haut-fonctionnaire et homme politique camerounais.

### Février
- 17 février : Rebecca Blank, Haute fonctionnaire et femme politique démocrate américaine.
- 24 février : Louis Roquet, Haut fonctionnaire québécois.

### Mars
- 18 mars : Pedro Solbes, Haut fonctionnaire et homme politique espagnol.
- 22 mars : Marie-Thérèse Join-Lambert, Haute fonctionnaire française.

### Mai
- 4 mai : Gottlieb Schläppi, Haut fonctionnaire suisse.
- 30 mai : Harvey Pitt, Haut fonctionnaire américain.

### Juin
- 11 juin : Jean-Philippe Cotis, Économiste et haut-fonctionnaire français.

### Juillet
- 1er juillet : Bob Kerslake, Haut-fonctionnaire britannique.

### Août
- 20 août : Robert Dautray, Mathématicien, ingénieur des mines physicien et haut fonctionnaire français.
- 29 août : Taiwo Akinkunmi, Fonctionnaire civil nigérian.

### Septembre
- 6 septembre : Marcel Boiteux, Économiste, mathématicien agrégé, normalien, haut fonctionnaire et industriel français.

### Octobre
- 29 octobre : Hélène Waysbord-Loing, Haute fonctionnaire et écrivaine française.

### Décembre
- 6 décembre : Laurent Bucyibaruta, Haut fonctionnaire rwandais.
- 15 décembre : Claude Bourmaud, Haut fonctionnaire français.